# Caínzos (apellido)
Caínzos (también Cainzos, Gaínzas,  Gaínza y otras variaciones) son versiones castellanizadas del apellido vasco "Gaintza" ("lugar de pasto/montes en abundancia"), también topónimo; nombre de dos pequeños municipios en la Provincia de Guipúzcoa, País Vasco.

## Etimología
Podría derivarse del vocablo vasco "ain", con la acepción de "pasto" con "C" prosódica. Alternativamente, este apellido se podría derivar también del vocablo vasco "gain", que quiere decir "parte superior". Por lo tanto, podría aventurarse que el portador inicial del apellido Cainzos pudo ser una persona que tenía su residencia cerca de un lugar donde se daba el pasto en abundancia, o quizá alguien que vivía en la parte alta de una calle. Son variantes del apellido Cainzos, Caínzos, Cainzo, Caínzo, Gainzas, Gaínzas, Gainza, Gaínza, Gaintza Caín y Gaize. GAINZA (en vasco y oficialmente "GAINTZA") es una pequeña aldea nombrada Gainza en la provincia vasca de Gipuzkoa, y la otra pequeña aldea en el noroeste de Navarra (cerca de la frontera de Guipúzcoa), ambas aldeas no están lejos una de la otra. Casa en el gainza Guipúzcoa con las ramas en Irún, 3 casas en Itziar (Deva), Tolosa (toda en Guipúzcoa). Casa en Ceánuri (Vizcaya). La otra casa en Gainza (Araiz) en Navarra, con las ramas en el Valle de Villafranca, de Villanueva, Irunea-Pamplona,y Ollo (en Navarra). Significado: Lugar con muchas montañas. El aumentativo en vasco "GAIN": Sobre, pero abundancia también la parte más alta de una montaña. el sufijo ZA o de TZA de los medios. GAIN=CIMA, Y ZA O TZA = LUGAR DONDE ABUNDA... ENTONCES PODRIA SER COMO TERRITORIO DONDE ABUNDAN CIMAS (DE MONTES.)

## Registros parroquiales y otros documentos históricos
Entre las antiguas referencias que se hallan de este apellido o a una de sus variantes, se cita el bautizo de:
- María Cainzos Come, hija de Bartolomé Cainzos y de María Come, que tuvo lugar el 7 de octubre de 1629, en la Iglesia de Santa María de la Anunciación, en Robladillo (actual provincia de Valladolid).[2]

Otra referencia hace mención a igualmente al bautizo de:
- María Francisca Cainza Artaza, hija de Diego Cainza y María de Artaza, que fue celebrado el 23 de abril de 1693, en la Iglesia de Santa Fe, en Caparroso (Navarra).

## Escudos de armas
Entre los escudos de armas que se encuentran asociados a poseedores de este apellido se encuentran los siguientes:
A) El escudo más general del apellido:
- Blasón: En plata, una faja de azul, acompañada en lo alto de dos lobos pasantes de sable y en la baja de otro lobo del mismo color.
- Timbre: Tres plumas de avestruz.
- Origen: País Vasco.

B) Las casas de Itziar y de Ceánuri y el Gainzas de Navarra: Tres cuarteles:
1. Tres conchas.
2. Dos bandas o barras.
3. Una media luna.

- Origen: País Vasco.

C) También otros escudos de armas como los de la casa de Gainza en Guipúzcoa:
1. En sinople un castillo de oro.
2. En oro, un roble de sinople y un lobo de sable pasante al pie del tronco.

- Origen: País Vasco.

IMAGEN DE ESTE ÚLTIMO ESCUDO: 

## Localización geográfica del apellido actualmente: España, Argentina y otros países

### España
De acuerdo con la información del Instituto Nacional de Estadística español, en 2007 la distribución territorial de este apellido, teniendo en cuenta el lugar de nacimiento, abarca todo el norte peninsular desapareciendo por completo a medida que se desciende en dirección a la costa andaluza, murciana o valenciana:
1. En Galicia, la mayor parte de sus poseedores se encuentran en la Provincia de La Coruña.
2. En País Vasco, la mayor parte de sus poseedores se encuentran en la Provincia de Vizcaya.

### Argentina
La Argentina cuenta, desde la llegada de los primeros europeos al continente americano, con poseedores de este apellido, algunos de los cuales están muy ligados a las grandes familias de hacendistas, terratenientes e industriales de este país. La mayor parte de sus poseedores se encuentran en la Provincia de Tucumán.

### Otros países
- Estados Unidos de América, de acuerdo con la página Web "Ancestry.com" los primeros poseedores de este apellido en USA se remontarían a los años 20 de 1900 con un poseedor de este apellido en el estado de Nueva York. En la actualidad, aparecen registrados en las páginas blancas norteamericanas unos 30 individuos con este apellido; la mayor parte de ellos en los estados de Florida y Nueva Jersey.

- Reino Unido de la Gran Bretaña e Irlanda del Norte, de acuerdo con las páginas Web de "Ancestry.com" y "Findmypast.com" en 2009 habría unas 29 personas con este apellido en las islas británicas, sobre todo en el condado de "Cambridgeshire", sur de Inglaterra, así como en la colonia británica de Gibraltar.

- Venezuela, en la guía nacional de teléfonos venezolana figuraban en 2009 solo tres personas como poseedoras de este apellido y todas ellas residían en Caracas capital.[5]

## Toponimia
- Gaínza (en vasco y oficialmente "GAINTZA") - Municipio pequeño en la comarca de Goyerri, Provincia de Guipúzcoa, País Vasco.
- Gaínza - Concejo del municipio de Araiz en Navarra.
- Val de Caínzo - Lugar de la parroquia de San Xusto de Cabarcos, en el municipio de Barreiros (provincia de Lugo).
- O Cainzo - Lugar de la parroquia de Lamas, en el municipio de Lugo.

## Gentes
- Agustín Gaínza Vicandi - Más conocido como "Piru" Gaínza, futbolista que jugó en el Athletic Club en las décadas de 1940 y 1950.
- Fran Cainzos - Más conocido como Fran Cainzos, futbolista que jugó en el Racing de Ferrol, Celta de Vigo, UD Salamanca, CD Ourense y CD Tenerife.
- Julio Cainzo[6] - (1880-1950) - Industrial Azucarero en la Provincia de Tucumán, Argentina.